# Oplatka András
Oplatka András vagy Andreas Oplatka (Budapest, 1942. február 5. – Zollikon, Zürich kanton, 2020. május 27.) magyar származású svájci történész, újságíró, műfordító, egyetemi tanár, a Magyar Tudományos Akadémia külső tagja. Kutatási területe a reformkor, ezen belül is Széchenyi István élete, a kelet-közép-európai rendszerváltások története, valamint az oral history módszerei és problematikája. 1996 és 2002 között a svájci Neue Zürcher Zeitung budapesti tudósítója.

## Életpályája
Általános iskolai tanulmányait Budapesten a Medve utcai általános iskolában végezte, majd tizennégy évesen, az 1956-os forradalom leverését követően családjával Svájcba emigrált. Középiskolai tanulmányait már Zürichben végezte. 1962-ben felvették a Zürichi Egyetemre, ahol germanisztikát, történelmet és pedagógiát hallgatott. 1965-ben a Bécsi Egyetemen is tanult. 1968-ban védte meg doktori disszertációját, amit Franz Grillparzer drámáinak felépítéséről és stílusváltásairól írt. Ezt követően az egyik legnagyobb svájci napilap, a Neue Zürcher Zeitung külpolitikai rovatának munkatársa, illetve szerkesztője lett. Újságírói pályafutása alatt négy országban volt kiküldött tudósító: három évet Stockholmban, majd hét évet töltött a lap párizsi, négy évet moszkvai, valamint 1996 és 2002 között hat évet budapesti tudósítójaként. A napilaptól 2004-ben vonult vissza. Cikkeiben és publicisztikáiban sokat foglalkozott Magyarország helyzetével és demokratikus átalakulásával.
Újságírói munkássága mellett történészként és egyetemi oktatóként is tevékenykedik. 2003-tól a Andrássy Gyula Budapesti Német Nyelvű Egyetem oktatója, ahol sajtótörténeti, valamint Kelet-Európa történelmét tárgyaló kurzusokat kezdett tartani. 2004-ben a Bécsi Egyetemen habilitált a Széchenyi Istvánról szóló életrajzi kötetével, ami később magyarul is megjelent. Ezt követően az Andrássyval párhuzamosan a Bécsi Egyetemen is vezetett médiatörténeti és oral historyval kapcsolatos szemináriumokat. 2005-ben megkapta egyetemi tanári kinevezését az Andrássy Egyetemre. 2013-ban a Magyar Tudományos Akadémia külső tagjává választotta.
Ezenkívül számos 19. és 20. századi magyar író, költő művét fordította németre, így többek között Jókai Mór (Az új földesúr), Mikszáth Kálmán (más mellett A Noszty fiú esete Tóth Marival) és Karinthy Frigyes (Tanár úr kérem) munkáit. Emellett könyvet írt a rendszerváltások több fontos alakjáról, így az észt Lennart Meriről vagy Németh Miklósról.

## Főbb publikációi
- Ungarische Erzähler (műfordítások, 1974)
- Hat Gorbatschow eine Chance? (1987)
- Der Eiserne Vorhang reisst. Ungarn als Wegbereiter (1990)
- Die Rückkehr der Geschichte (1992)
- Nachrufe auf den Ostblock. Zehn Essays (1998)
- A többnyelvűség svájci modellje (szerk., 1998)
- Lennart Meri. Ein Leben für Estland (szerk., 1999)
- Graf Stephan Széchenyi (2004, magy. 2005)
- Széchenyi István; Osiris, Bp., 2005
- Egy döntés története. Magyar határnyitás – 1989. szeptember 11. nulla óra; Helikon, Bp., 2008 (németül 2009)
- Németh Miklós. "Mert ez az ország érdeke". Rendszerváltás a kormányfő szemével; Helikon, Bp., 2014
- Zenekar az egész világ. A karmester Fischer Ádám; ford. a szerző; Libri, Bp., 2019

## Díjai, elismerései
- Türler-sajtódíj (1985)
- Artisjus-díj (1987)
- Nagy Imre-emlékplakett (1994)
- Swiss Baltic Net Prize (2001)
- Eötvös-sajtódíj (2003)
- Magyar Humboldt-díj (2005)
- Európa-érem (2012)
- Lánchíd-díj (2012)
- Prima Primissima díj (2016)